# Team Katusha Alpecin
Il Team Katusha, negli ultimi anni Team Katusha Alpecin, era una squadra russa con licenza svizzera di ciclismo su strada maschile. È stata attiva nel professionismo per undici stagioni, dall'inizio del 2009 alla fine del 2019, quando ha ceduto la propria licenza World Tour al team Israel Start-Up Nation.
La formazione, pur avendo avuto dal 2017 al 2019 licenza UCI svizzera, è stata finanziata da compagnie russe come Gazprom, Itera e Rosneft, estrattrici di gas naturale e petrolio, facendo per anni parte di un più ampio progetto di sviluppo del ciclismo in Russia sostenuto dalla fondazione Russian Global Cycling Project.
Gareggiando per il Team Katusha lo spagnolo Joaquim Rodríguez si è aggiudicato la classifica individuale mondiale UCI nel 2010, nel 2012 e nel 2013. Ciclisti della Katusha hanno inoltre ottenuto numerose vittorie nelle classiche e in tappe al Giro d'Italia, al Tour de France (sette in totale) e alla Vuelta a España.

## Storia
La squadra Katusha (in russo Катюша?, Katjuša) viene creata alla fine del 2008 su idea di Igor Makarov, uomo d'affari russo presidente del gruppo Itera (oggi ARETI), della Federciclismo russa e membro del comitato direttivo dell'Unione Ciclistica Internazionale. Katusha rileva la struttura del team Professional italo-russo Tinkoff Credit Systems, e acquisisce subito una delle licenze UCI ProTour per la stagione 2009, diventando così la prima formazione russa a competere nel massimo livello del ciclismo professionistico. La squadra mette presto sotto contratto ciclisti affermati come Robbie McEwen, Vladimir Karpec, Filippo Pozzato e Gert Steegmans, oltre a diversi tecnici e ciclisti provenienti dalla dismessa Tinkoff Credit Systems. Durante l'anno Sergej Ivanov vince la tappa di Besançon al Tour de France, rendendo Katusha la prima squadra russa a vincere una frazione nella storia della Grande Boucle.

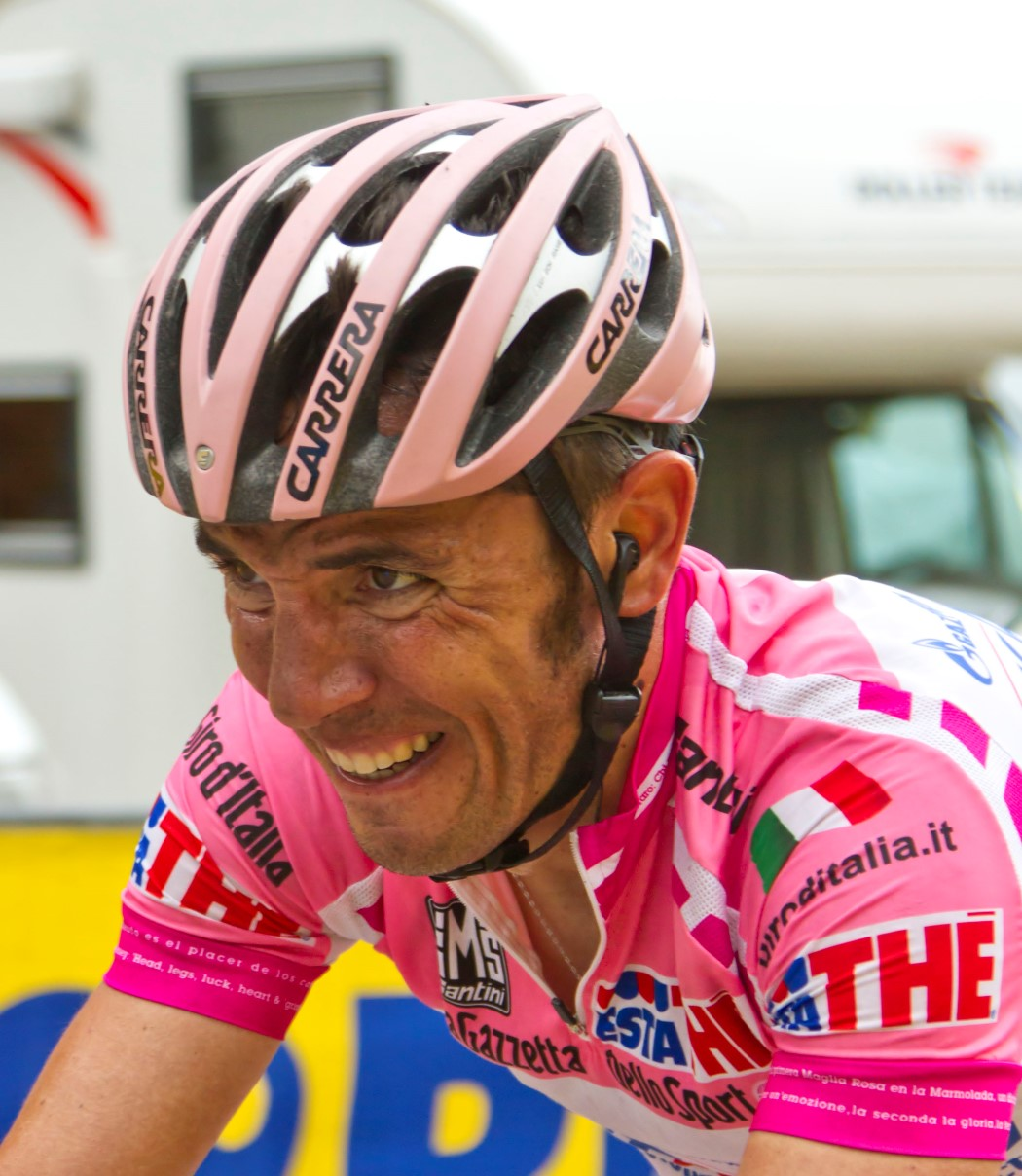
Joaquim Rodríguez in maglia rosa al Giro d'Italia 2012

Nel 2010 arriva in squadra il forte scalatore spagnolo Joaquim Rodríguez: vestendo i colori Katusha Rodríguez riesce ad aggiudicarsi la graduatoria individuale mondiale UCI nel 2010, nel 2012 e nel 2013, dando un netto contributo all'ascesa del team tra le prime cinque squadre al mondo. Con la maglia Katusha Rodríguez si classifica secondo al Giro d'Italia 2012, terzo al Tour de France 2013 e tre volte a podio alla Vuelta a España (terzo nel 2010 e 2012, secondo nel 2015), oltre a vincere due edizioni del Giro di Lombardia, nel 2012 e 2013, una Freccia Vallone e alcune gare a tappe di una settimana.
Tra il 2014 e il 2016 il norvegese Alexander Kristoff è in evidenza nelle classiche (vince una Milano-Sanremo e un Giro delle Fiandre), raggiungendo nel 2015 il quarto posto nella graduatoria UCI e contribuendo, in quella stagione, al secondo posto mondiale del team. Negli stessi anni è in evidenza anche il giovane Il'nur Zakarin, che nel 2015 vince il Tour de Romandie e una tappa al Giro d'Italia, e nel 2016 una frazione al Tour de France. Nelle prime otto stagioni di attività, il team Katusha vince in totale 217 corse, tra cui ventotto tappe di grandi Giri e quattro edizioni delle classiche monumento.
Nel 2017, a proseguimento di una progressiva internazionalizzazione del gruppo, il sodalizio Katusha assume licenza UCI svizzera. Con l'ingresso in società del gruppo tedesco di cosmetici Dr. Kurt Wolff GmbH & Co. (marchio di shampoo Alpecin), la squadra assume la denominazione Team Katusha Alpecin. Con la maglia del team nel 2017 Zakarin si classifica quinto al Giro d'Italia e terzo alla Vuelta a España. Nel 2018 la squadra mette sotto contratto il velocista Marcel Kittel, il quale, dopo aver vinto due tappe alla Tirreno-Adriatico, è però protagonista di un'annata negativa, senza alcun risultato di rilievo, tanto da annunciare il ritiro dal ciclismo nella primavera 2019; in stagione la squadra ottiene solo cinque vittorie e pochi piazzamenti.
Nel 2019 Nils Politt si classifica quinto al Giro delle Fiandre e secondo alla Parigi-Roubaix, mentre Zakarin vince una tappa al Giro d'Italia concludendo al decimo posto nella graduatoria finale della corsa. A fine 2019, anche a causa della riduzione di budget e degli scarsi risultati colti nelle ultime due stagioni, Katusha cessa la sponsorizzazione del team. La licenza World Tour della Katusha viene acquisita dalla squadra israeliana Israel Cycling Academy, che avvia una partnership tecnica con Katusha Sport, fornitore di abbigliamento tecnico, e rileva in rosa alcuni ciclisti della dismessa squadra svizzero-russa, tra cui Alex Dowsett e Nils Politt.

## Cronistoria

### Annuario
| Anno | Codice | Nome                 | Cat. | Biciclette | Dirigenza |
| ---- | ------ | -------------------- | ---- | ---------- | --- |
| 2009 | KAT    | Team Katusha         | PT   | Ridley     | Manager: Stefano Feltrin Dir. sportivi: Omar Piscina, Joseph Braeckevelt, Claudio Cozzi, Dmitrij Konyšev, Orlando Maini, Serge Parsani                                                              |
| 2010 | KAT    | Team Katusha         | PT   | Ridley     | Manager: Pierumberto Zani Dir. sportivi: Serge Parsani, Joseph Braeckevelt, Mario Chiesa, Claudio Cozzi, Dmitrij Konyšev, Bart Leysen, Gennadij Michajlov                                           |
| 2011 | KAT    | Katusha Team         | WT   | Focus      | Manager: Serge Parsani Dir. sportivi: Joseph Braeckevelt, Mario Chiesa, Claudio Cozzi, Dmitrij Konyšev, Bart Leysen, Gennadij Michajlov                                                             |
| 2012 | KAT    | Katusha Team         | WT   | Canyon     | Manager: Hans-Michael Holczer Dir. sportivi: Valerio Piva, Mario Chiesa, Claudio Cozzi, Christian Henn, Dmitrij Konyšev, Theo Maucher, Gennadij Michajlov, Uwe Peschel, Torsten Schmidt, Erik Zabel |
| 2013 | KAT    | Katusha Team         | WT   | Canyon     | Manager: Vjačeslav Ekimov Dir. sportivi: Valerio Piva, Claudio Cozzi, Dmitrij Konyšev, Gennadij Michajlov, Uwe Peschel, Torsten Schmidt, Erik Zabel                                                 |
| 2014 | KAT    | Team Katusha         | WT   | Canyon     | Manager: Vjačeslav Ekimov Dir. sportivi: José Azevedo, Claudio Cozzi, Xavier Florencio, Dmitrij Konyšev, Gennadij Michajlov, Uwe Peschel, Torsten Schmidt                                           |
| 2015 | KAT    | Team Katusha         | WT   | Canyon     | Manager: Vjačeslav Ekimov Dir. sportivi: José Azevedo, Claudio Cozzi, Xavier Florencio, Dmitrij Konyšev, Gennadij Michajlov, Torsten Schmidt                                                        |
| 2016 | KAT    | Team Katusha         | WT   | Canyon     | Manager: Vjačeslav Ekimov Dir. sportivi: José Azevedo, Claudio Cozzi, Xavier Florencio, Dmitrij Konyšev, Gennadij Michajlov, Torsten Schmidt                                                        |
| 2017 | KAT    | Team Katusha Alpecin | WT   | Canyon     | Manager: José Azevedo Dir. sportivi: José Azevedo, Claudio Cozzi, Xavier Florencio, Dmitrij Konyšev, Gennadij Michajlov, Torsten Schmidt                                                            |
| 2018 | TKA    | Team Katusha Alpecin | WT   | Canyon     | Manager: José Azevedo Dir. sportivi: José Azevedo, Claudio Cozzi, Xavier Florencio, Dmitrij Konyšev, Gennadij Michajlov, Torsten Schmidt, Giuseppe Toni                                             |
| 2019 | TKA    | Team Katusha Alpecin | WT   | Canyon     | Manager: José Azevedo Dir. sportivi: Dirk Demol, Claudio Cozzi, Xavier Florencio, Dmitrij Konyšev, Gennadij Michajlov, Erik Zabel                                                                   |

### Classifiche UCI
Aggiornato al 31 dicembre 2019.
| Anno | Classifica | Pos. | Migliore cl. individuale |
| ---- | ---------- | ---- | ------------------------ |
| 2009 | World Cal. | 10º  | Sergej Ivanov (27º)      |
| 2010 | World Cal. | 4º   | Joaquim Rodríguez (1º)   |
| 2011 | World Tour | 11º  | Joaquim Rodríguez (3º)   |
| 2012 | World Tour | 2º   | Joaquim Rodríguez (1º)   |
| 2013 | World Tour | 3º   | Joaquim Rodríguez (1º)   |
| 2014 | World Tour | 6º   | Alexander Kristoff (8º)  |
| 2015 | World Tour | 2º   | Alexander Kristoff (4º)  |
| 2016 | World Tour | 6º   | Il'nur Zakarin (13º)     |
| 2017 | World Tour | 11º  | Alexander Kristoff (14º) |
| 2018 | World Tour | 17º  | Nathan Haas (74º)        |
| 2019 | World Tour | 23º  | Nils Politt (40º)        |

## Divise
| Katusha (2011) | Katusha (2014) | Katusha (2016) | Katusha-Alpecin (2018) | Katusha-Alpecin (2019) |

## Palmarès
Aggiornato al 31 dicembre 2019.

### Grandi Giri
- Giro d'Italia

Partecipazioni: 11 (2009, 2010, 2011, 2012, 2013, 2014, 2015, 2016, 2017, 2018, 2019)
Vittorie di tappa: 9
2010: 2 (Evgenij Petrov, Filippo Pozzato)
2012: 2 (2 Joaquim Rodríguez)
2013: 2 (Luca Paolini, Maksim Bel'kov)
2015: 1 (Il'nur Zakarin)
2016: 1 (Rein Taaramäe)
2019: 1 (Il'nur Zakarin)
Vittorie finali: 0
Altre classifiche: 1
2012: Punti (Joaquim Rodríguez)
- Tour de France

Partecipazioni: 11 (2009, 2010, 2011, 2012, 2013, 2014, 2015, 2016, 2017, 2018, 2019)
Vittorie di tappa: 7
2009: 1 (Sergej Ivanov)
2010: 1 (Joaquim Rodríguez)
2014: 2 (2 Alexander Kristoff)
2015: 2 (2 Joaquim Rodríguez)
2016: 1 (Il'nur Zakarin)
Vittorie finali: 0
Altre classifiche: 0
- Vuelta a España

Partecipazioni: 10 (2010, 2011, 2012, 2013, 2014, 2015, 2016, 2017, 2018, 2019)
Vittorie di tappa: 13
2010: 1 (Joaquim Rodríguez)
2011: 3 (Daniel Moreno, 2 Joaquim Rodríguez)
2012: 4 (3 Joaquim Rodríguez, Denis Men'šov)
2013: 3 (2 Daniel Moreno, Joaquim Rodríguez)
2015: 1 (Joaquim Rodríguez)
2016: 1 (Sergej Lagutin)
Vittorie finali: 0
Altre classifiche: 3
2010: Squadre
2014: Squadre
2015: Combinata (Joaquim Rodríguez)

### Classiche monumento
- Milano-Sanremo: 1

2014 (Alexander Kristoff)
- Giro delle Fiandre: 1

2015 (Alexander Kristoff)
- Giro di Lombardia: 2

2012, 2013 (Joaquim Rodríguez)

### Campionati nazionali
- Campionati austriaci: 1

In linea: 2015 (Marco Haller)
- Campionati bielorussi: 1

In linea: 2011 (Aljaksandr Kučynski)
- Campionati britannici: 1

Cronometro: 2019 (Alex Dowsett)
- Campionati italiani: 1

In linea: 2009 (Filippo Pozzato)
- Campionati lettoni: 4

Cronometro: 2012, 2013, 2014, 2015 (Gatis Smukulis)
- Campionati moldavi: 2

In linea: 2010, 2011 (Alexandr Pliuschin)
- Campionati portoghesi: 1

Cronometro: 2019 (José Gonçalves)
- Campionati russi: 14

In linea: 2009 (Sergej Ivanov); 2010 (Aleksandr Kolobnev); 2011 (Pavel Brutt); 2012 (Ėduard Vorganov); 2013 (Vladimir Isajčev); 2014 (Aleksandr Porsev); 2015 (Jurij Trofimov); 2016 (Pavel Kočetkov)
Cronometro: 2010 (Vladimir Gusev); 2011 (Michail Ignat'ev); 2012 (Denis Men'šov); 2014 (Anton Vorob'ëv); 2016 (Sergej Černeckij); 2017 (Il'nur Zakarin)
- Campionati tedeschi: 2

Cronometro: 2017, 2018 (Tony Martin)